# 턴득
턴득(베트남어: Thận Đức / 愼德 신덕 / 1600년 1월 ~ 11월)은 베트남 후 레 왕조(後黎朝) 경종(敬宗) 레 주이 떤(黎維新)의 첫번째 연호이다.
- 찐 주 군주(섭정) : 찐뚱(鄭松)
- 응우옌 주 군주 : 응우옌호앙(阮潢)
- 버우 주 군주 : 부득꿍(武德恭)

## 개원
- 꽝흥(光興) 22년 8월 27일[1](그레고리력 1599년 10월 15일)에 연호를 턴득(愼德)으로 정하고, 다음 해 1월 1일[2](그레고리력 1600년 2월 15일)에 개원함.[3][4][5]

- 턴득(愼德) 원년(1600년) 11월에 연호를 호앙딘(弘定)으로 개원함.[6][4]

## 연대 대조표
| 턴득 | 서기 (西紀) | 간지 (干支) | 막 왕조 연호 (까오방 정권) | 응우옌 주 기년  | 명나라 연호     |
| 원년 | 1600년      | 경자 (庚子) | 끼엔통(乾統) 8년           | 선주(僊主) 43년 | 만력(萬曆) 28년 |

## 동시대 연호

### 베트남
막 왕조(莫朝)
- 끼엔통(乾統) (1593년 ~ 1625년)

### 중국
명(明)
- 만력(萬曆) (1573년 ~ 1620년)

### 일본
- 게이초(慶長) (1596년 ~ 1615년)

## 같이 보기
- 베트남의 연호